# باشگاه فوتبال میلسامی اورهئی
باشگاه فوتبال میلسامی اورهئی (انگلیسی: FC Milsami Orhei) یک باشگاه فوتبال در اورهئی، مولداوی است. در حال حاضر در لیگ ملی فوتبال مولداوی، بالاترین سطح فوتبال مولداوی، بازی می‌کند.
این تیم که پیش‌تر با نام ویتورل اورهئی (FC Viitorul Orhei) شناخته می‌شد، نخستین عنوان قهرمانی لیگ خود را در سال ۲۰۱۵ به‌دست آورد و به اولین تیمی تبدیل شد که نگذاشت عنوان قهرمانی به تیم‌هایی از شهرهای کیشیناو و تیراسپول برسد.